# Rue de la Saône
La rue de la Saône est une voie du 14e arrondissement de Paris, en France.

## Situation et accès

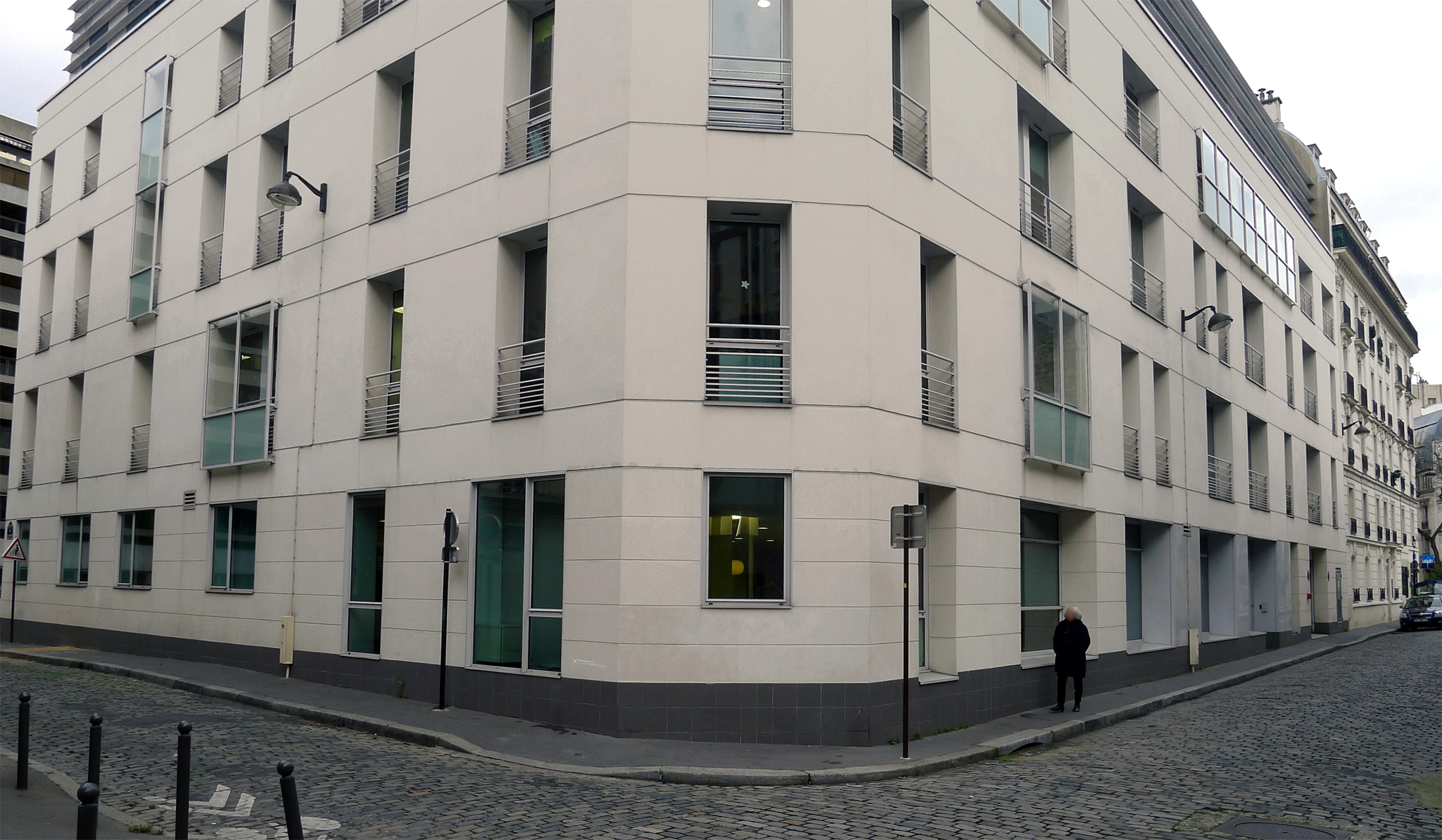
Une rue en retour d'équerre.

La rue de la Saône est une voie située dans le 14e arrondissement de Paris. Elle débute au 27-31, rue du Commandeur et se termine au 32, rue d'Alésia. Rue en retour d'équerre (à angle droit), elle est composée de deux anciennes voies réunies en une rue unique en 1934.

## Origine du nom
Elle porte le nom de la rivière Saône, affluent du Rhône, en raison du voisinage des réservoirs de la Vanne.

## Historique
Ce chemin de servitude, compris dans la zone des anciennes carrières, reçut par arrêté du 1er février 1877 sa dénomination actuelle.
- No 12 (et 34, rue d'Alésia) : maison (2e moitié du XIXe siècle[2]) et lieu de décès[3] de l'indologue et helléniste Émile Burnouf (1821-1907) qui avait acquis le terrain en 1877 (voir l'article qui lui est dédié).